# Frontière entre l'Allemagne et la Belgique
La frontière entre l'Allemagne et la Belgique est la frontière internationale séparant ces deux pays membres de l'Union européenne. Une des frontières intérieures de l'espace Schengen, elle se trouve principalement au cœur de la région des Hautes Fagnes / Eifel, et emprunte pour partie les cours des rivières Our et Olef. Au niveau des entités fédérées, la frontière est partagée par les länder de Rhénanie-du-Nord-Westphalie et Rhénanie-Palatinat pour l'Allemagne, par la Wallonie pour la Belgique.

## Les bornes trifrontières

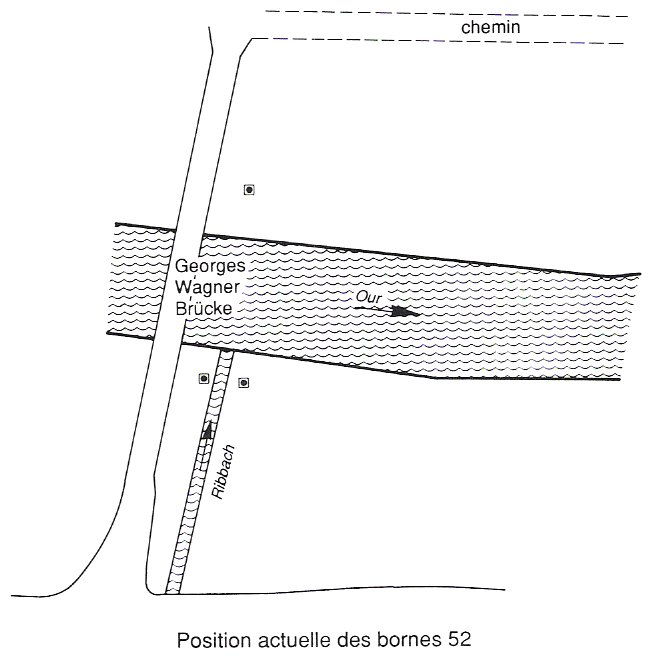
La borne 52 marquant le tripoint Allemagne-Luxembourg-Belgique.

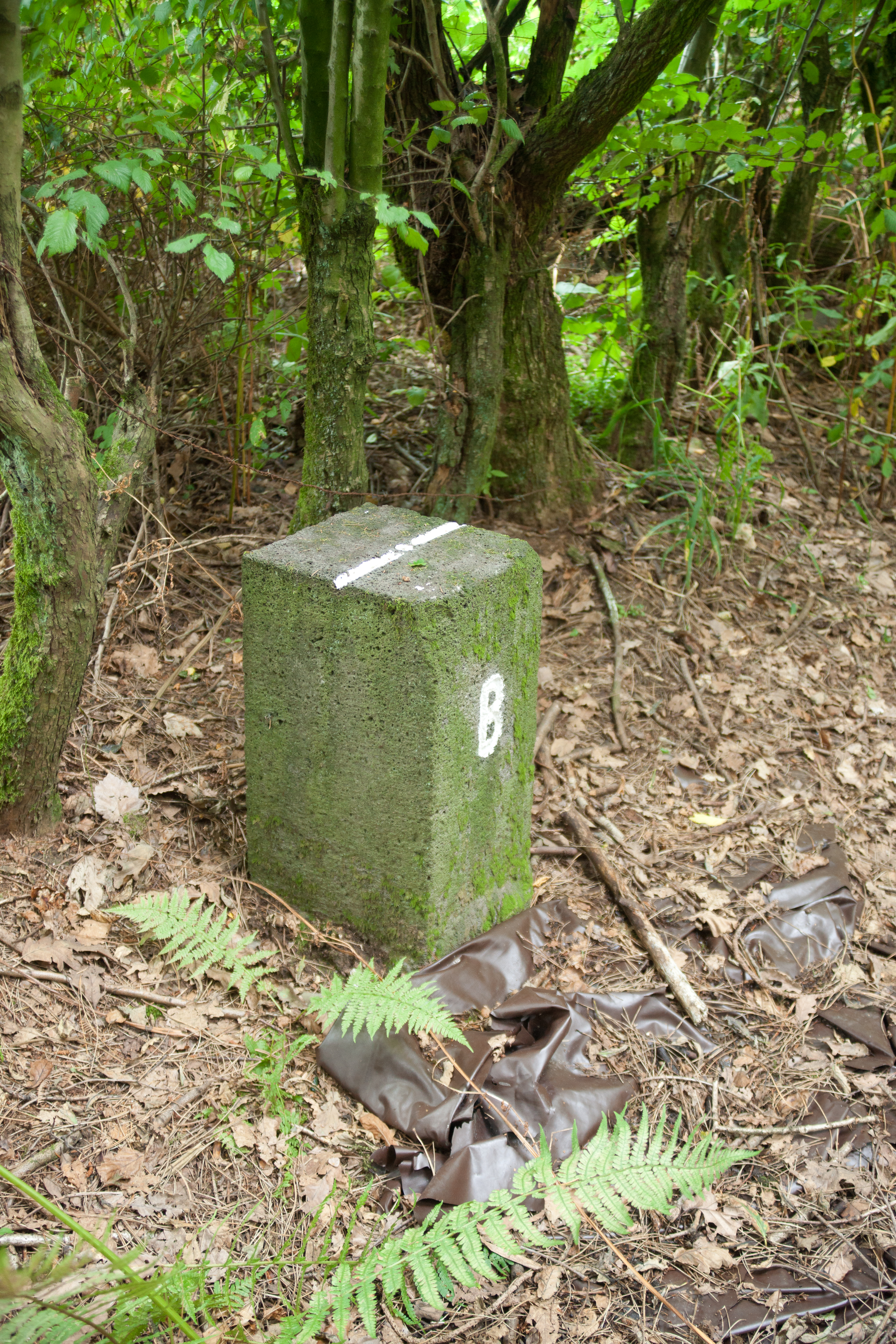
Borne Allemagne-Belgique sur le Vaalserberg.

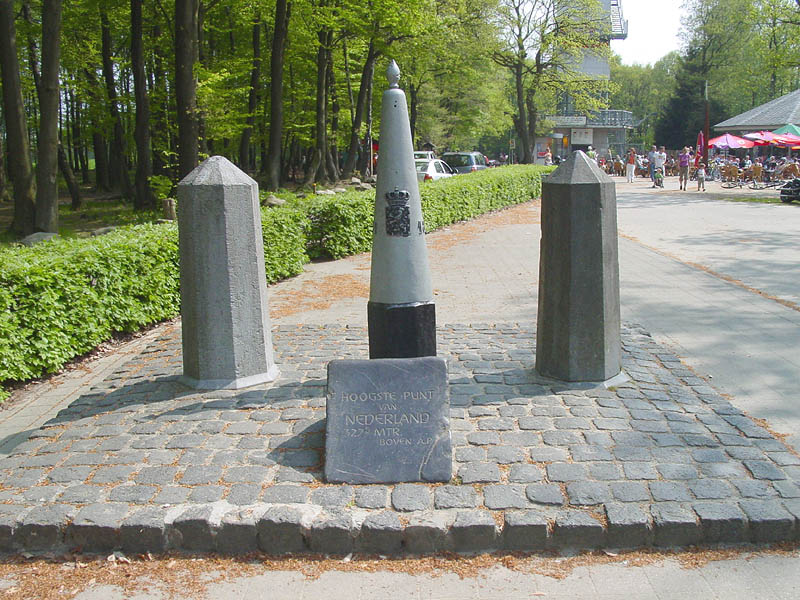
Le tripoint de Vaalserberg (le point culminant des Pays-Bas).

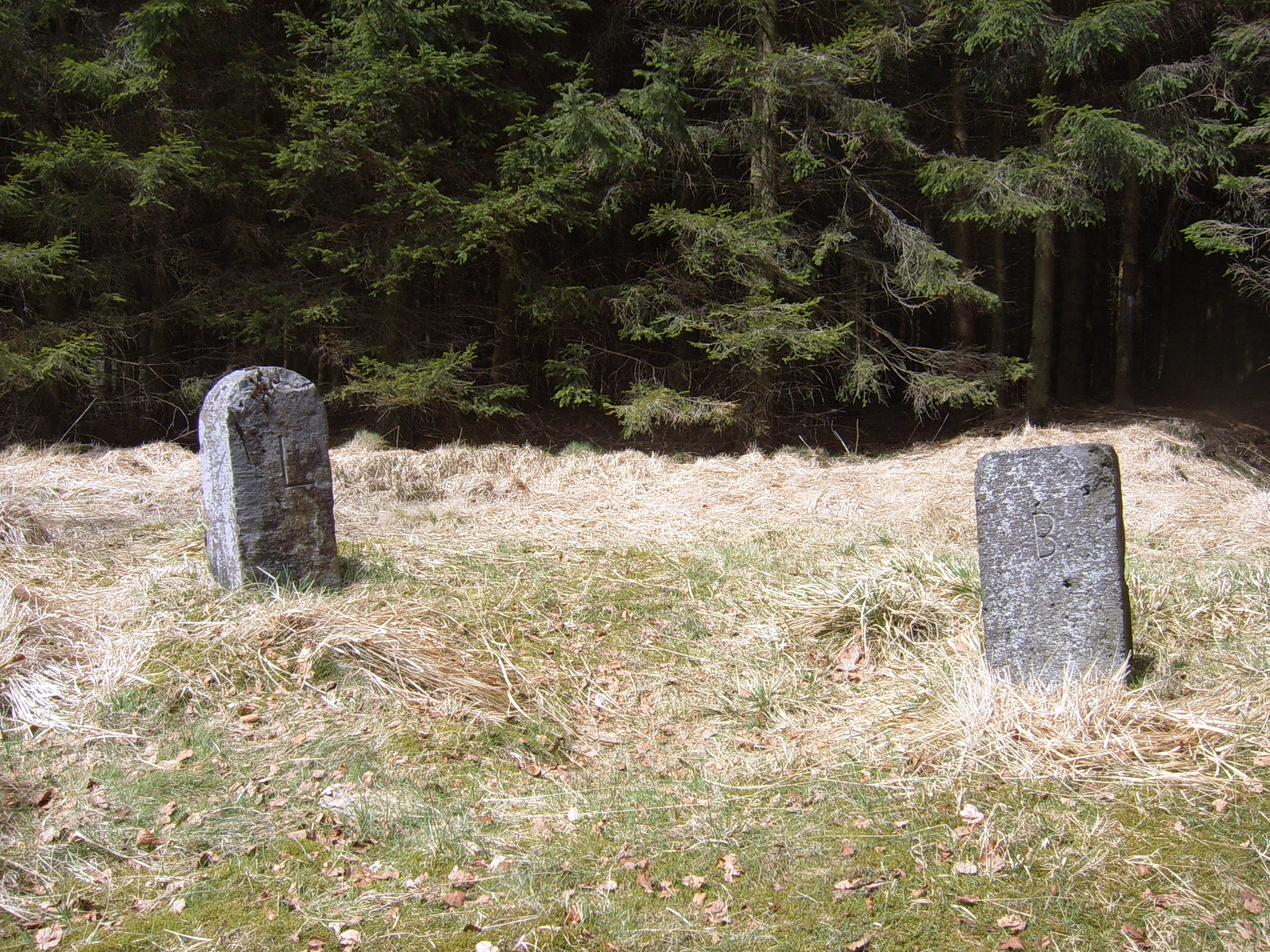
Bornes frontières aux sources du Perlenbach/Schwalmbach (Wallersheider Wald) : Juliers-Luxembourg (Ancien Régime) à gauche et Belgique-Prusse à droite, matérialisant la frontière de 1919 à 1956.

Après la Première Guerre mondiale, cet endroit marque la limite sud de la nouvelle frontière entre la Belgique et l'Allemagne et devient le point trois-frontières. Les nouvelles bornes ne se trouvent pas aux mêmes endroits que les anciens poteaux. Les bornes (n° 52) sont placées de telle manière que la face marquée L (ou D) est tournée vers le territoire luxembourgeois (ou allemand), la face marquée LD (DL) vers le territoire commun et la face B, 1/52 B pour la Belgique. La numérotation commence par le chiffre 1, car la borne avec la numérotation 52 était sous régime prussien (c'est pourquoi les bornes en grès portent la lettre D et non P, D pour Deutschland). Ce tripoint se trouve actuellement dans les communes de Sevenig (Allemagne), Burg-Reuland (Belgique) et Clervaux (Luxembourg).
Au nord se trouve le tripoint marqué par la borne 193, point de rencontre avec les frontières Allemagne/Pays-Bas et Belgique/Pays-Bas, au lieu-dit Vaalserberg situé à environ 3 km à l'ouest d'Aix-la-Chapelle, elle fut même point quadrifrontière entre 1830 et 1919, entre la date d'indépendance de la Belgique et la fin du territoire neutre de Moresnet.

## Le chemin de fer et la frontière
Particularité : la « ligne de chemin de fer des Fagnes » (Vennbahn en allemand), à la suite du traité de Versailles de 1920, est entièrement belge bien que son parcours pénètre à plusieurs reprises en Allemagne, formant dès lors cinq enclaves allemandes en territoire belge. Actuellement, ce chemin de fer a fait place à une voie réservée aux usagers lents connue sous "RAVeL 48" ayant son origine à Raeren pour rejoindre Saint-Vith.
De nos jours, il n'y a plus que deux points de passage ferroviaires en service entre la Belgique et l'Allemagne :
| Ligne belge | Villes desservies                    | Gare frontière belge | Gare frontière allemande | Villes desservies | Ligne allemande | Remarques    |
| ----------- | ------------------------------------ | -------------------- | ------------------------ | ----------------- | --------------- | ------------ |
| 24          | Tongres, Hasselt, Port d'Anvers (nl) | Montzen (nl)         | Aix-la-Chapelle-Ouest    | Aix-la-Chapelle   | 2552            | marchandises |
| 37          | Liège, Louvain, Bruxelles            | Hergenrath           | Aix-la-Chapelle-Sud (nl) | Aix-la-Chapelle   | 2600            | voyageurs    |

De plus, il a un temps été question de réactiver le Rhin d'acier, ligne de chemin de fer reliant la Belgique à l'Allemagne en traversant le Limbourg néerlandais, mais ce projet s'est heurté à l'opposition des écologistes néerlandais (car la ligne traverse une réserve naturelle) et des syndicalistes liégeois (qui craignent de voir baisser leur taux d'emploi si le trafic de la ligne 24 venait à se réduire).

## Rectification de 1956

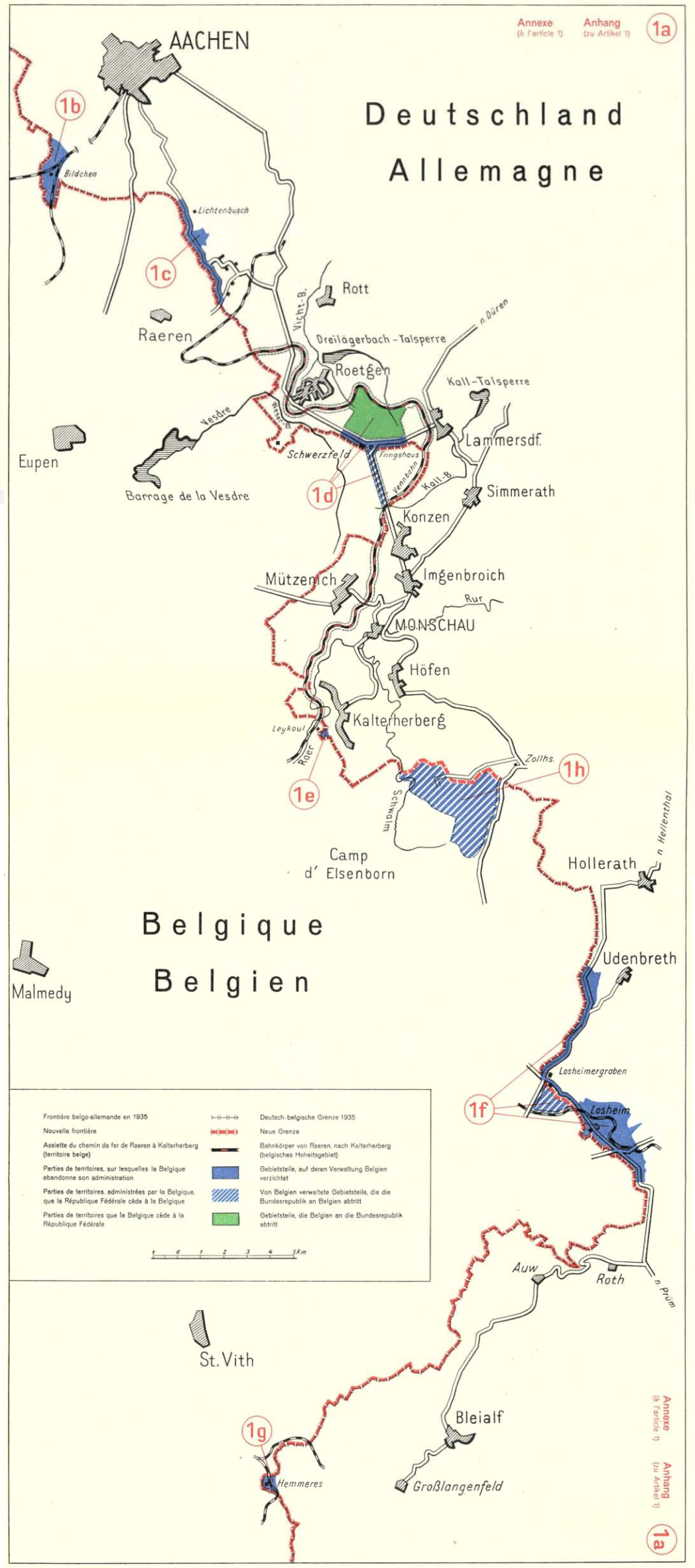
Carte des corrections de la frontière belgo-allemande en 1949 et en 1958

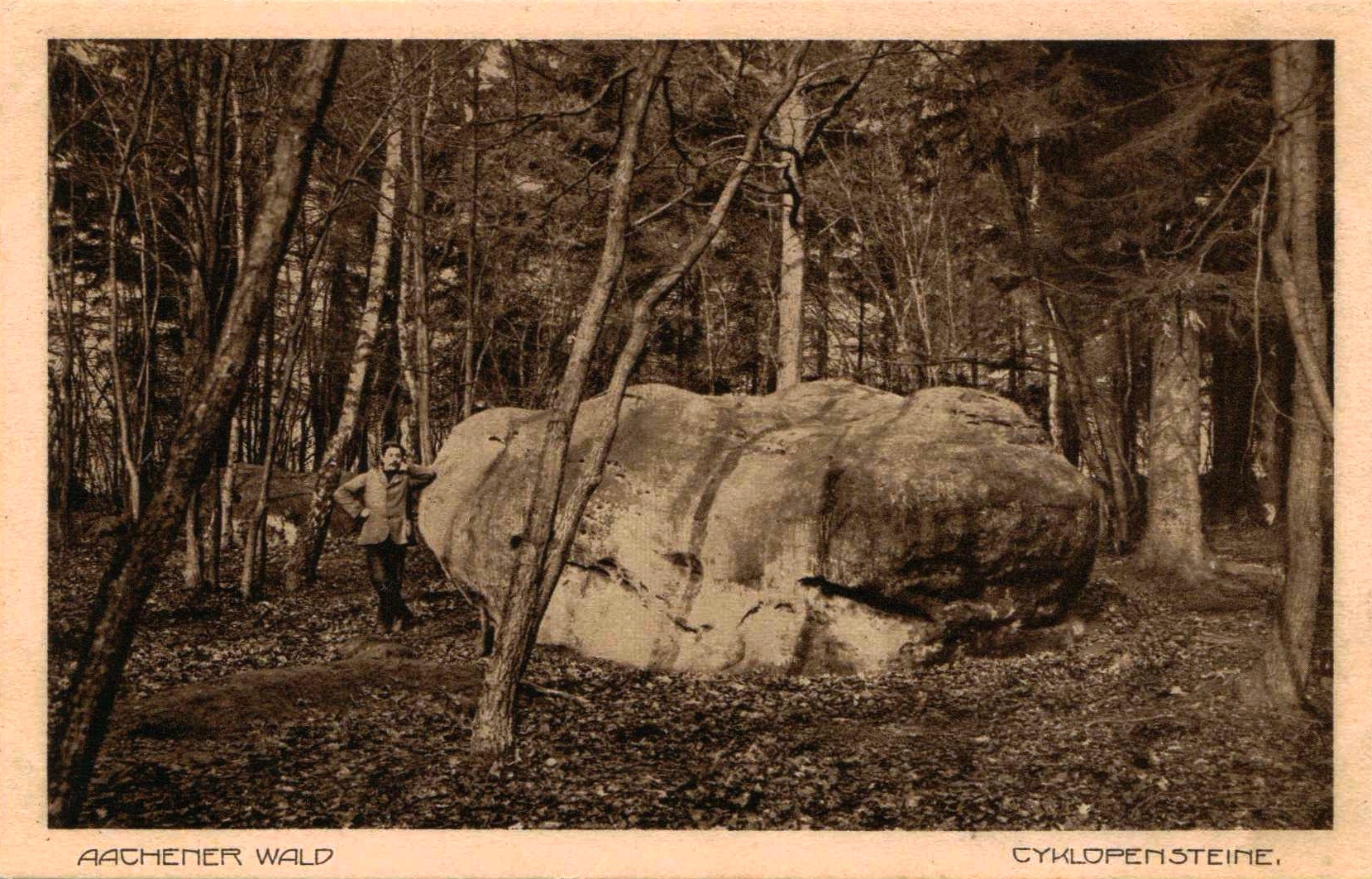
Une des quelque 50 pierres du Cyclope, réparties sur environ un hectare dans le sud de la forêt d'Aix-la-Chapelle, de part et d'autre de la frontière germano-belge. Carte postale de 1913.

Le traité du 24 septembre 1956 a concrétisé le tracé définitif de la frontière germano-belge méridionale, avec l'échange de territoires de taille restreinte.